# أندرويد كب كيك
أندرويد كب كيك (بالإنجليزية: Android Cupcake) كانت نسخة الأندرويد الثالثة التي تم تطويرها بواسطة جوجل، وهي منصة رئيسية تم إطلاقها ونشرها للهواتف المحمولة التي تعمل بنظام أندرويد ابتداءً من شهر مايو 2009.
ويشمل الإصدار ميزات جديدة مثل : لوحة مفاتيح لمس على الشاشة فضلا عن التغيرات في مكتبات الأطر (Android framework API)، منصة أندرويد 1.5 متوفرة للمطورين كمكون للتحميل كحزمة أدوات تطوير البرمجيات للأندرويد (Android SDK).